# BBCode
BBCode (abreviação de Bulletin Board Code) é uma pequena linguagem criada pelos fóruns phpBB e agora está presente na maioria dos fóruns do mundo. O BBCode utiliza das tags para formatar  ou adicionar efeitos nas mensagens (posts) em fóruns. As tags normalmente aparecem entre colchetes com uma letra ou palavra no meio. Para demonstrar que o BBCode está começando usa-se [] e para terminar [/]. Um sistema converte esses códigos aos meio entendíveis dos browsers, como HTML ou XHTML. A principal vantagem de se utilizar BBCode é a simplicidade do código facilitando novos usuários a usar os código de modo mais fácil.

## Tags de BBCode
As tags mais comuns em fóruns que utilizam BBCode
| Tag                              | Função                                         | Exemplo                                          |
| -------------------------------- | ---------------------------------------------- | ------------------------------------------------ |
| [b][/b]                          | Negrito (Bold)                                 | Negrito                                          |
| [u][/u]                          | Sublinhado (Underline)                         | sublinhado                                       |
| [i][/i]                          | Itálico                                        | Itálico                                          |
| [s][/s] ou [strike][/strike]     | Texto riscado                                  | texto riscado                                    |
| [color=cor][/color]              | Cor                                            | Azul                                             |
| [color=#XXXXXX][/color]          | Cor em Hexadecimal                             | Vermelho (#FF0000)                               |
| [url=site]Texto[/url]            | Insere link                                    | Wikipedia                                        |
| [img]url da imagem[/img]         | Imagem                                         |                                                  |
| [size=valor][/size]              | Muda o tamanho padrão da fonte                 | Wikipédia                                        |
| [quote="Pessoa citada"][/quote]  | Texto citado                                   | \| “ \| Wikipédia \| ” \|                        |
| [center][/center]                | Centraliza o texto                             | Wikipédia                                        |
| [right][/right]                  | Localizado à Direita                           | Wikipédia                                        |
| [left][/left]                    | Localizado à Esquerda                          | Wikipédia                                        |
| [justify][/justify]              | Evita a quebra de linha/Deixa o texto alinhado | Wikipédia A Enciclopédia Livre. Diversos artigos |
| [list]*Tópico 1 *Tópico 2[/list] | Faz uma lista com tópicos                      | - Tópico 1 - Tópico 2                            |
| “                                | Wikipédia                                      | ”                                                |